# Diocèse de San

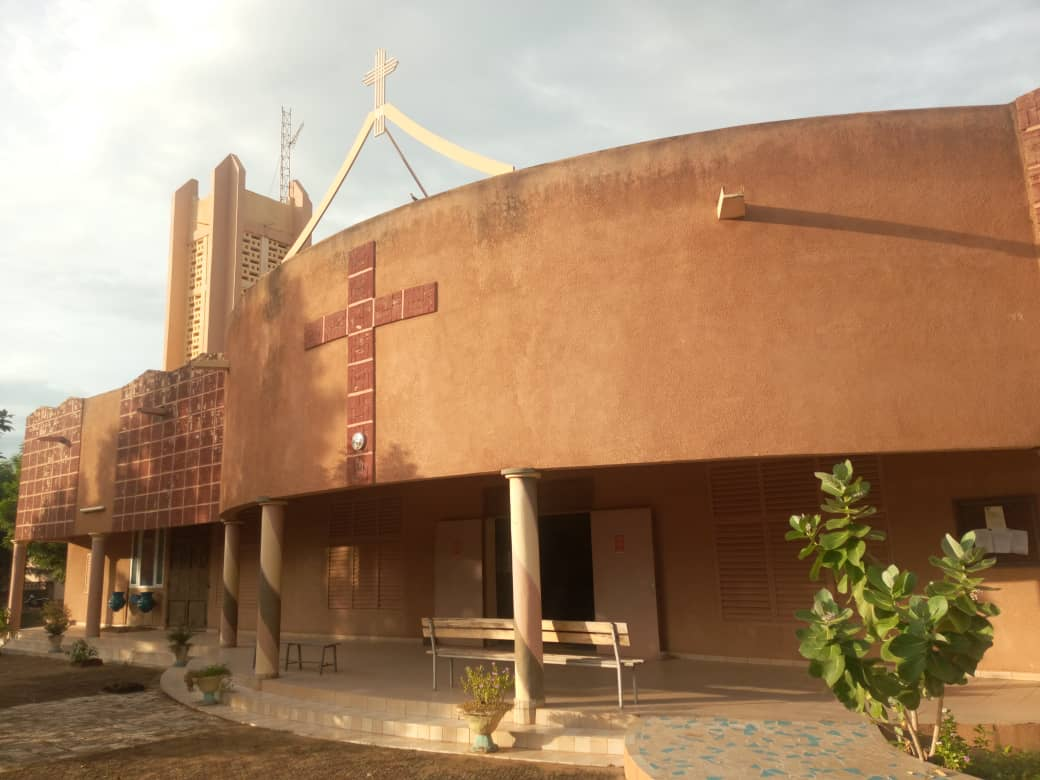
La Cathédrale de la ville de San.

Le diocèse de San a été établi le 29 septembre 1964 en remplacement de la mission sui juris du San défini le 10 avril 1962. Il est suffragant de l’archidiocèse de Bamako.
Étendue sur une superficie de plus de 20 mille km2, le diocèse de San, situé à 423 km au nord-ouest de Bamako, la capitale malienne, compte 8 paroisses, une soixantaine de prêtres ainsi qu’une trentaine de séminaristes. A ce titre, le diocèse de San est celui qui a le plus de prêtres au Mali. L’église de Mandiakuy a été la première Paroisse relevant du Diocèse de San. 
En 1965, un petit séminaire est créé à Togo, dans la paroisse de Sokura. Plus de 40 prêtres et deux évêques y ont commencé leurs études. Les Frères du Sacré-Cœur ouvrent à leur tour un Juvénat en septembre 1980.  En 1984, le centre vocationnel des filles ouvre ses portes. Le diocèse compte à ce jour une quarantaine de sœurs maliennes. 

## Liste des évêques de San
- 10 avril 1962-18 novembre 1987 : Joseph Perrot
- 18 novembre 1987-†28 octobre 2019 : Jean-Gabriel Diarra
- depuis le 7 octobre 2021 : Hassa Florent Koné